# Jimmy Murray
Jimmy Murray, né le 4 février 1933 à Édimbourg (Écosse) et mort le 10 juillet 2015 est un footballeur écossais, qui évoluait au poste d'attaquant à Heart of Midlothian et en équipe d'Écosse. 
Murray a marqué un but lors de ses cinq sélections avec l'équipe d'Écosse en 1958.

## Biographie
En tant qu’attaquant, il fut international écossais à 5 reprises pour un but.
Sa première sélection fut honorée à Hampden Park, contre l’Angleterre, le 19 avril 1958, qui se  solda par une défaite (0-4).
Il participa à la Coupe du monde de football de 1958, en Suède. Il fut titulaire contre la Yougoslavie, et il inscrit un but à la 49e minute, ce qui permit le match nul (1-1). C’est le premier point pris en Coupe du monde par les Écossais. Il ne joue pas contre le Paraguay, il est titulaire contre la France, mais ne marque pas et en plus son équipe perd. L’Écosse est éliminée dès le premier tour.
Avec Heart of Midlothian FC, il joua de 1952 à 1961. Il remporta deux championnats d’Écosse en 1958 et en 1960, trois coupes de la Ligue écossaise en (1955, 1959 et 1960) et une coupe d’Écosse en 1956. Il est l’un des footballeurs les plus connus dans ce club.

## Carrière
- 1951-1952 : Heart of Midlothian
- 1953-1955 : Reading FC
- 1954-1961 : Heart of Midlothian
- 1961-1962 : Falkirk FC
- 1961-1964 : Clyde FC
- 1964-1965 : Raith Rovers

## Palmarès

### En équipe nationale
- 5 sélections et 1 but avec l'équipe d'Écosse en 1958[2].

### Avec Heart of Midlothian
- Championnat d'Écosse de football
  - Champion en 1958 et en 1960
  - Vice-champion en 1954, en 1957 et en 1959
- Coupe de la Ligue écossaise de football
  - Vainqueur en 1955, en 1959 et en 1960
- Coupe d'Écosse de football
  - Vainqueur en 1956

### Avec Clyde FC
- Championnat d'Écosse de football D2
  - Champion en 1962